# Flore Hazoumé
Flore Hazoumé (1959, Brazzaville) es una escritora congoleña, reconocida por sus cuentos cortos.

## Biografía
Hazoumé nació en Brazzaville, y creció en Francia. Su padre es de Benín y su madre congoleña. Desciende del escritor Paul Hazoumé.
She arrived back in Republic of the Congo in 1979 and attended the University of Abiyán where she studied English. She published Dating Abiyán. in 1984 and worked in advertising in the 1990s. She lived in Abidjan where she was part of literary groups. She was a secretary of the Association of Ivory Coast Writers.
She has written for adults and children and her stories have a moral message. In 2010 she was working with Josette Abondio on the magazine Scrib Spiritualité.
En 2010, trabajó con Josette Abondio, en la revista Scrib Spiritualité.

## Obra

### Algunas publicaciones
- Dating Abidjan., 1984

- Nightmares, 1994

- Revenge of the Albino, 1996

- A Good Life

- Twilight of Man

- And if we listen to our children,2002[2]

- At the street corner, waiting for me, 2006

- I had thee well .., 2012[1]

## Portales
- Portal:Literatura. Contenido relacionado con Literatura.
- Portal:República del Congo. Contenido relacionado con República del Congo.